# ترلنس
ترلنس (به لاتین: Trælnes) یک منطقهٔ مسکونی در نروژ است که در Brønnøy واقع شده‌است.

## خصوصیات
ترلنس ۱۱ متر بالاتر از سطح دریا واقع شده‌است.